# Ezra Burnham
Ezra Burnham (Ezra Ellsworth Burnham; * 4. April 1947; † 17. Februar 1973 in Raleigh, North Carolina, Vereinigte Staaten) war ein barbadischer Sprinter, der sich auf den 400-Meter-Lauf spezialisiert hatte.
1966 erreichte er bei den British Empire and Commonwealth Games in Kingston über 440 Yards das Halbfinale und wurde mit der barbadischen 4-mal-440-Yards-Stafette Siebter.
Bei den Olympischen Spielen 1968 in Mexiko-Stadt schied er im Vorlauf aus.
Seine persönliche Bestzeit von 47,2 s stellte er 1972 auf.